# K17-FA
53°03′47″ пн. ш. 3°34′15″ сх. д. / 53.062917° пн. ш. 3.570722° сх. д.
K17-FA — газове родовище у нідерландському секторі Північного моря.

## Опис
Родовище відкрили у 1972 році розвідувальною свердловиною (боковим стовбуром) K17-02-S1. Поклади вуглеводнів виявлені на глибині від 2700 до 3200 метрів під морським дном та пов'язані з пісковиками групи Rotliegend, на які перетворились сформовані в пустельних умовах дюни та річкові наноси пермського періоду.
Освоєння K17-FA здійснили за допомогою дистанційно керованої платформи K17-FA-1. Вона стала першою (разом зі встановленою практично одночасно конструкцією на британському родовищі Cutter), дизайн якої передбачав самозабезпечення енергією завдяки використанню сонячних батарей та вітрогенераторів. У випадку недостатності цих джерел підключався дизель-генератор, що заряджав батареї. Саму платформу виконали за типом monotower: між забитою у дно монопалею діаметром 4,2 метра та розташованою над поверхнею надбудовою з обладнанням вагою всього 150 тонн розташовувалась башта-перехідник діаметром 2,5 метра. Встановлення платформи здійснило самопідіймальне судно Seafox 4.
Для видачі продукції проклали трубопровід діаметром 400 мм та довжиною 14,4 км до платформи K14-FB-1 у групі родовищ K14. В зворотньому напрямку прямує лінія діаметром 50 мм, призначена для подачі хімікатів (метанолу).
Видобуток почався у 2006 році та здійснюється через дві свердловини, видобувні запаси яких оцінюються у 3,5 млрд м3. У майбутньому планується спорудження третьої свердловини, котра може довести видобувні запаси до 4,7 млрд м3.
Станом на 1 січня 2015 року накопичений видобуток склав 1,5 млрд м3, а виробництво у 2016-му — 87 млн м3.